# 100th Window
100th Window – czwarty studyjny album triphopowego zespołu Massive Attack, wydany w 2003 przez Virgin Records. W nagraniu nie brał już udziału Andrew Vowles „Mushroom” i płytę firmowało dwóch pozostałych członków zespołu, Robert Del Naja „3D” i Grant Marshall „Daddy G”. Wokalu, oprócz członków zespołu, użyczyli: Horace Andy, Sinéad O’Connor i Damon Albarn.
Po raz pierwszy zespół nie użył sampli. W nagraniu płyty początkowo brał udział zespół Lupine Howl, jednak Del Naja ostatecznie skasował nagrany materiał, a zespół nie jest wymieniony na płycie.
Tytuł płyty, wzięty z książki „The Hundredth Window: Protecting Your Privacy and Security in the Age of the Internet”, nawiązuje do utraty prywatności w epoce Internetu.

## Lista utworów
1. „Future Proof” – 5:38
2. „What Your Soul Sings” – 6:38
3. „Everywhen” – 7:39
4. „Special Cases” – 5:09
5. „Butterfly Caught” – 7:34
6. „A Prayer for England” – 5:48
7. „Small Time Shot Away” – 7:59
8. „Name Taken” – 7:49
9. „Antistar” – 8:17
10. „LP4” – 11:23

Wszystkie utwory są autorstwa pary Robert Del Naja, Neil Davidge; współautorką utworów 2., 4. i 6. jest Sinéad O’Connor.

## Skład
- Robert „3D” Del Naja
- Neil Davidge
- Horace Andy – wokal
- Sinead O’Connor – wokal
- Alex Swift – programowanie, keyboard
- Angelo Bruschini – gitary
- Jon Harris – gitara basowa
- Damon Reece – perkusja
- Stuart Gordon – skrzypce
- Skaila Hanka – harfa